# Кайвомяки
Ка́йвомя́ки (фин. Kaivomäki — «Холм с колодцем») — посёлок в составе Элисенваарского сельского поселения Лахденпохского района Республики Карелия.
Посёлок расположен на берегу реки Вонкаоя. Рядом с посёлком проходит грунтовая дорога 86К-111. На западе посёлка расположена железнодорожная платформа 192 км.

## Население
| 2002 | 2009 | 2010 | 2013 |
| ---- | ---- | ---- | ---- |
| 2    | ↘0   | ↗1   | →1   |